# Попув (Сілезьке воєводство)
Попув (пол. Popów) — село в Польщі, у гміні Попув Клобуцького повіту Сілезького воєводства.
Населення — 709 осіб (2011).
У 1975-1998 роках село належало до Ченстоховського воєводства.

## Демографія
Демографічна структура станом на 31 березня 2011 року:
|          | Загалом | Допрацездатний вік | Працездатний вік | Постпрацездатний вік |
| -------- | ------- | ------------------ | ---------------- | -------------------- |
| Чоловіки | 337     | 69                 | 235              | 33                   |
| Жінки    | 372     | 78                 | 221              | 73                   |
| Разом    | 709     | 147                | 456              | 106                  |